# Ананд, Дев
Дев Ана́нд (хинди धरम देव आनन्द), полное имя — Дхарам Дев Пишоримал Ананд (англ. Dharam Dev Pishorimal Anand; 26 сентября 1923 — 3 декабря 2011) — индийский актёр, кинорежиссёр
, кинопродюсер и писатель. За свою шестидесятилетнюю карьеру сыграл в 114 фильмах, в 110 из которых ему досталась главная роль. Кавалер ордена «Падма Бхушан» — третьей по значимости гражданской награды Индии.

## Биография
Дев родился в городке Шакаргарх, Пенджаб Британской Индии (ныне Пакистан). Его отец Пишори Лал был адвокатом. Дев был третьим из четырёх сыновей в семье. Одна из его младших сестёр Шил Канта является матерью кинорежиссёра Шекхара Капура. Его старшие братья стали: Манмохан — адвокатом, Четан — режиссёром, а младший брат Виджай — актёром и режиссёром. Раннее детство Дев провёл в деревне Гхарота. Он учился в Sacred Heart School в городе Далхоуси, а затем в колледже Дхарамсала, в штате Химачал-Прадеш, перед учёбой в Лахоре. Позже он получил степень по английской литературе в Государственном колледже Лахора.
После учёбы Дев уехал из родного города в Бомбей в начале 1940-х годов, где он начал карьеру в качестве военного цензора в районе Чёрчгейт. Позже он стал клерком в бухгалтерской фирме. Затем он присоединился к старшему брату Четану как член Ассоциации индийского народного театра. Дев Ананд решил стать актёром после того, как увидел Ашока Кумара в фильмах Achhut Kanya и Kismet. Затем ему предложили главную роль в фильме Hum Ek Hain, где он играл с тогда неизвестной актрисой Камалой Котнис. Во время съёмок в Пуне он подружился с тогда популярным актёром Гуру Даттом. Они заключили соглашение, что, если один из них станет успешным в киноиндустрии, другой поможет первому оставаться на высоте. Образовалась негласная договорённость, что если Ананд запускает фильм как продюсер, то Датт становится его режиссёром, и когда Датт ставит фильм, Ананд играет в нём.
В конце 1940-х годов Дев получал несколько главных ролей в фильмах с участием певицы и актрисы Сурайи. Он счёл себя довольно удачливым, чтобы получить шанс сыграть с такой актрисой, и принял предложение. Во время съемок в этих фильмах у пары возникли романтические отношения. Снялись вместе в семи фильмах: «Видья» (1948), Jeet (1949), Shair (того же года), Afsar, Nili (1950), Do Sitare (1951) и Sanam (1951), которые стали успешными в прокате. Первоначально её семья часто приглашала его к ним домой, но когда её бабушка узнала, что эти двое влюблены, она начала их контролировать. Влюблённые передавали любовные письма и сообщения через друзей, таких как Дурга Кхоте и Камини Каушал. На съёмочной площадке фильма Jeet Дев наконец предложил Сурайе руку и сердце и подарил ей бриллиантовое кольцо стоимостью 3000 рупий. Её бабушка выступила против отношений, поскольку они были мусульманами, а он - индуистом, и Сурайя так и не вышла замуж
Свой первый прорыв Дев сделал благодаря предложению Ашока Кумара. Тот заметил его, когда он ходил вокруг студии, и выбрал его в качестве героя для фильма Ziddi в паре с Камини Каушал, ставшем супер-хитом в прокате. После успеха фильма Дев решил начать производить свои фильмы. В 1949 году он основал собственную компанию Navketan Films, в которой было произведено 35 кинолент.
С начала 50-х до середины 60-х гг. Дилип Кумар, Радж Капур и сам Дев Ананд были популярными актёрами Болливуда. Его фильмы «Ганга» и «Ураган» были среди первых индийских фильмов, демонстрировавшихся в СССР, вместе с фильмом Раджа Капура «Бродяга».
Его первым цветным фильмом стал «Святой» в паре с Вахидой Рехман. Этот фильм был основан на одноимённом романе по инициативе самого Дева Ананда. Он встретился с автором и убедил его дать согласие на проект. Дев выпросил деньги у своих друзей в Голливуде, чтобы запустить совместное индо-американское производство, сняв фильм на хинди и английском, который был выпущен в 1965 году. Режиссёром картины стал его брат Виджай. Его героем является Раджу, говорливый гид, который поддерживает Рози в своей заявке на свободу. Он не слишком легкомысленно эксплуатирует её для личных завоеваний. Фильм имел коммерческий успех и был номинирован от Индии на получение «Оскара».
В 1967 году вышел шпионский фильм «Похититель ценностей», где его партнёршами были Виджаянтимала, Тануджа, Анджу Махендру, Фарьял и Хелен. Фильм имел большой успех у зрителей
В 1969 году Дев входил в жюри 6-го Московского международного кинофестиваля.
В 1970 году Дев впервые дебютировал в качестве режиссёра, выпустив фильм Prem Pujari, который провалился в прокате, но позднее стал культовым. Через год вышел фильм «Брат и сестра», где впервые речь шла о культуре хиппи. Благодаря этому фильму Зинат Аман стала звездой.
В возрасте 55 лет он сыграл главную роль в фильме Des Pardes, где дебютировала актриса Тина Муним, ставшем супер-хитом. Вслед за этим последующие несколько его фильмов стали супер-хитами, а один из них, «Мнимый святой», стал официальным кинодебютом для актёра Джеки Шроффа.
Начиная с 1990-х, все снятые им восемь фильмов провалились в прокате. Chargesheet, вышедший в 2011 году, стал его последней работой, фильм провалился в прокате и получил смешанные оценки критиков .

## Личная жизнь
С 1948 по 1951 год у Дева был роман с актрисой и певицей Сурайей, однако они не поженились из-за запрета её бабушки. Она так не вышла замуж вплоть до её смерти. В 1954 году Дев женился на Калпане Картик (настоящее имя Мона Сингха), актрисе родом из Шимлы. У пары родилось двое детей: сын Сунил и дочь Девина. Сунил до сих пор не женат. Девина вышла замуж в 1985 году и родила дочь Гину (род. 1986). В настоящее время она работает профессиональным фотографом и а её муж — модный стилист.

## Избранная фильмография
| Год  |   | Русское название                      | Оригинальное название  | Роль                                          |
| ---- | - | ------------------------------------- | ---------------------- | --------------------------------------------- |
| 1946 | ф |                                       | Hum Ek Hain            |                                               |
| 1947 | ф |                                       | Mohan                  |                                               |
| 1947 | ф |                                       | Aage Badho             |                                               |
| 1948 | ф |                                       | Ziddi                  |                                               |
| 1948 | ф |                                       | Vidya                  | Чандрашекхар (Чанду)                          |
| 1948 | ф |                                       | Hum Bhi Inssan Hain    |                                               |
| 1949 | ф |                                       | Udhaar                 |                                               |
| 1949 | ф |                                       | Shayar                 |                                               |
| 1949 | ф |                                       | Shair                  |                                               |
| 1949 | ф | Сети                                  | Jeet                   | Виджай                                        |
| 1950 | ф |                                       | Nirala                 | доктор Ананд                                  |
| 1950 | ф |                                       | Afsar                  | Капур                                         |
| 1952 | ф | Ураган                                | Aandhiyan              | Рам Мохан, адвокат                            |
| 1953 | ф | Ганга / Путник                        | Rahi                   | Рамеш                                         |
| 1954 | ф | Водитель такси                        | Taxi Driver            | Мангал (Hero)                                 |
| 1955 | ф | Дом № 44                              | House No. 44           | Ашок                                          |
| 1956 | ф | Карманник                             | Pocket Maar            | Рошан                                         |
| 1960 | ф | Сын поневоле                          | Bambai Ka Babu         | Babu (Kundan)                                 |
| 1960 | ф | Чёрный рынок                          | Kala Bazar             | Рагхувир                                      |
| 1961 | ф | Нас двое                              | Hum Dono               | капитан Ананд/майор Манохар Лал Верма         |
| 1963 | ф | Ромео и Джульетта. Новая история      | Tere Ghar Ke Samne     | Ракеш Ананд Кумар                             |
| 1965 | ф | Одна из трёх                          | Teen Devian            | Девдутт Ананд                                 |
| 1965 | ф | Святой                                | Guide                  | Раджу                                         |
| 1967 | ф | Похититель ценностей                  | Jewel Thief            | Винай/ принц Амар                             |
| 1968 | ф | Сын прокурора                         | Duniya                 | Амарнатх Шарма                                |
| 1971 | ф | Брат и сестра                         | Hare Rama Hare Krishna | Рам Мохан, адвокат                            |
| 1971 | ф | Он и она                              | Tere Mere Sapne        | Ананд Кумар                                   |
| 1973 | ф | В поисках любви                       | Heera Panna            | Хира Бхандари                                 |
| 1973 | ф | Национальная безопасность             | Shareef Budmaash       | Рокки/инспектор Рамеш/Сустрам                 |
| 1974 | ф | Мелодия любви                         | Ishq Ishq Ishq         | Дхун / Рави Вьяс                              |
| 1976 | ф | Жонгинам                              | Jaaneman               | Ронни                                         |
| 1978 | ф | В поисках брата                       | Des Pardes             | Вир Сахни                                     |
| 1980 | ф | Взгляд с небес                        | Lootmaar               | командир авиационного крыла Бхагат/Джим Дарси |
| 1982 | ф | Мнимый святой                         | Swadi Dada             | Хари Мохан                                    |
| 1990 | ф | Первый номер                          | Awwal Number           | DIG Vikram Singh                              |
| 1992 | ф | Замкнутый круг                        | Sau Crore              |                                               |
| 1995 | ф | Гангстер                              | Gangster               | отец Перейра                                  |
| 1996 | ф | Возвращение похитителя драгоценностей | Return of Jewel Thief  | Винай / Амар                                  |
| 1998 | ф | Актёр                                 | Main Solah Baras Ki    | В роли самого себя                            |
| 2001 | ф | Цензор                                | Censor                 | Vikramjeet 'Vicky'                            |
| 2003 | ф | Любовь в Нью-Йорке                    | Love At Times Square   | Шаан                                          |
| 2005 | ф | Мистер премьер-министр                | Mister Prime Minister  | Джонни Мастер                                 |
| 2011 | ф |                                       | Chargesheet            | Гамбхир Сингх                                 |